# نادي هارتلاند
نادي هارتلاند لكرة القدم (Heartland FC) و بالعربية «مدينة القلب» هو أحد أندية نيجيريا لكرة القدم إلى جانب شوتنج ستارز وبيندل إنشورانس وإينوجو رينجرز وأخيرا إنيمبا وتلك الأندية هي غالبا ما تمثل نيجيريا في بطولات الأندية الأفريقية. ونظرا لكون نيجيريا من الدول التي تتبع نظام الاحتراف الأوروبى لناشئيها ولاعبيها الكبار فقليلا ما نجد نادى نيجيرى يضم مجموعة لاعبين مهرة قادرين على احراز البطولات الأفريقية للأندية. ولذلك نيجيريا رصيدها ضعيف من حيث احراز البطولات الأفريقية للأندية. فرصيد اندية نيجيريا من البطولات الأفريقية يمكن عده على اصابع اليد الواحدة. هذا يتضح من انجازات الفريق القليلة التي لا تتناسب مع مستوى كرة القدم في دولة كبيرة مثل نيجيريا.
ولقد كان يسمى النادي في السابق نادي إيوانيانوو ناسيونال.

## إنجازات فريق كرة القدم
وصيف دوري أبطال أفريقيا لكرة القدم عامي 1988 - 2009

## وصلات خارجية
الموقع الرسمى